# Logan Currie
Logan Currie (ur. 24 czerwca 2001 w Ashburton) – nowozelandzki kolarz szosowy.

## Osiągnięcia
Opracowano na podstawie:

2019
- 1. miejsce w mistrzostwach Nowej Zelandii juniorów (jazda indywidualna na czas)

2020
- 3. miejsce w mistrzostwach Nowej Zelandii U23 (jazda indywidualna na czas)

2021
- 2. miejsce w mistrzostwach Nowej Zelandii U23 (jazda indywidualna na czas)

2022
- 1. miejsce na 1. etapie New Zealand Cycle Classic (jazda drużynowa na czas)
- 1. miejsce w mistrzostwach Nowej Zelandii U23 (jazda indywidualna na czas)
- 1. miejsce w mistrzostwach Oceanii U23 (jazda indywidualna na czas)
- 1. miejsce w klasyfikacji młodzieżowej Tour de la Mirabelle
- 1. miejsce w klasyfikacji młodzieżowej Wyścigu Solidarności i Olimpijczyków

## Rankingi
| Rok              | 2020  | 2021  | 2022 | 2023 | 2024 |
| ---------------- | ----- | ----- | ---- | ---- | ---- |
| World Ranking    | 1388. | 1190. | 411. | 393. | 434. |
| UCI Oceania Tour | 74.   | 48.   | 29.  | 28.  | -    |
|                  |       |       |      |      |      |
| Źródło: UCI      |       |       |      |      |      |